# ヒライ (機械)
株式会社ヒライ（ひらい）は、大阪市東住吉区に本社を置く中小企業である。

## 歴史
- 東住吉区杭全で創業し、現在も本社を置く企業では、浅井硝子株式会社に次ぎ、2番目に古い企業である。

| 企業名                 | 創業                  | 本社所在地                |
| ---------------------- | --------------------- | ------------------------- |
| 浅井硝子株式会社       | 1940年（昭和15年）    | 大阪市東住吉区杭全1-7-3   |
| 株式会社ヒライ         | 1947年（昭和22年）5月 | 大阪市東住吉区杭全5-10-19 |
| サンキゴム商事株式会社 | 1952年（昭和27年）8月 | 大阪市東住吉区杭全3-3−1   |

### 沿革
- 1947年(昭和22年) - 5月、創業
- 1962年(昭和37年) - 法人化を行い、現在の株式会社ヒライになる。
- 1995年(平成7年) - 第20回発明大賞 関谷発明功労賞受賞
- 1996年(平成8年) - 科学技術庁長官賞受賞

## 事業内容
- 着脱式精密位置決め装置及びハイタッチセット（着脱装置）の製造、販売を行っている。

- 製品

HI-TOUCHSET SA
HI-TOUCHSET SA mini
- 工場設備

切削加工
マシニングセンター
ワイヤカット放電加工機
精密平面研削盤
渦電流式
変位センサー
多機能デジタルメーターリレー
- 取得特許

二部材の芯出し用着脱装置の開発に関して、特許（特許番号1418350）を取得。

## 主要顧客
- 理化学研究所大型放射光施設
- 高エネルギー物理学研究所加速器研究部

## 加盟団体
- 財団法人堺市産業振興センター